# فيرتشايلد إف-27
فيرتشايلد إف-27 (بالإنجليزية: Fairchild F-27) و فيرتشايلد هيلر إف-227 (بالإنجليزية: Fairchild Hiller FH-227)، كانت إصدارات من طراز فوكر إف27 فريند شيب طائرة الركاب ذات المحركين التوربينين، والمصنعة بموجب ترخيص من قبل فيرتشايلد هيلر في الولايات المتحدة. كان طراز «فيرتشايلد إف-27» مشابها ومطابق لطراز فوكر إف27 فريند شيب، في حين أن طراز «إف-227» كان نسخة مطورة بشكل مستقل.

## التصميم والتطوير

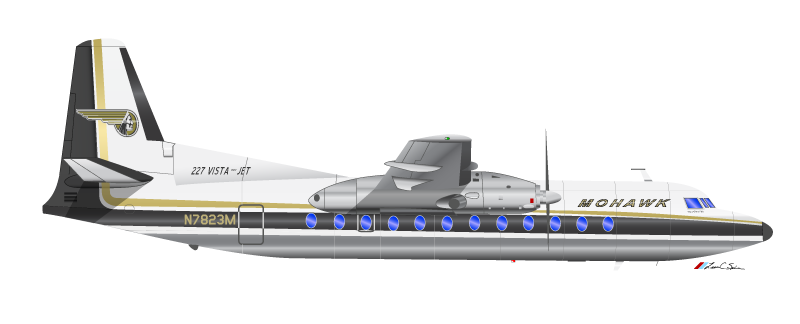
A فيرتشايلد للطيران FH-227B of the defunct Mohawk Airlines circa 1970

بدأت فوكر إف 27  حياتها كتصميم في 1950 يعرف باسم P275 ، وهي سيارة تتسع لـ 32 مقعدًا تعمل بمحركين توربينيين من طراز Rolls-Royce Dart. بمساعدة تمويل الحكومة الهولندية ، تطورت P275 إلى F27 ، والتي حلقت لأول مرة في 24 نوفمبر 1955. تم تشغيل النموذج الأولي بواسطة Dart 507s وكان هناك 28 مقعد. لتصحيح ثقل طفيف في الذيل والسماح بمزيد من المقاعد ، النموذج الأولي الثاني (الذي طار لأول مرة في يناير 1957) كان له جسم أطول ب3 أقدام (0.91 م) ، مما سمح بمقاعد 32.

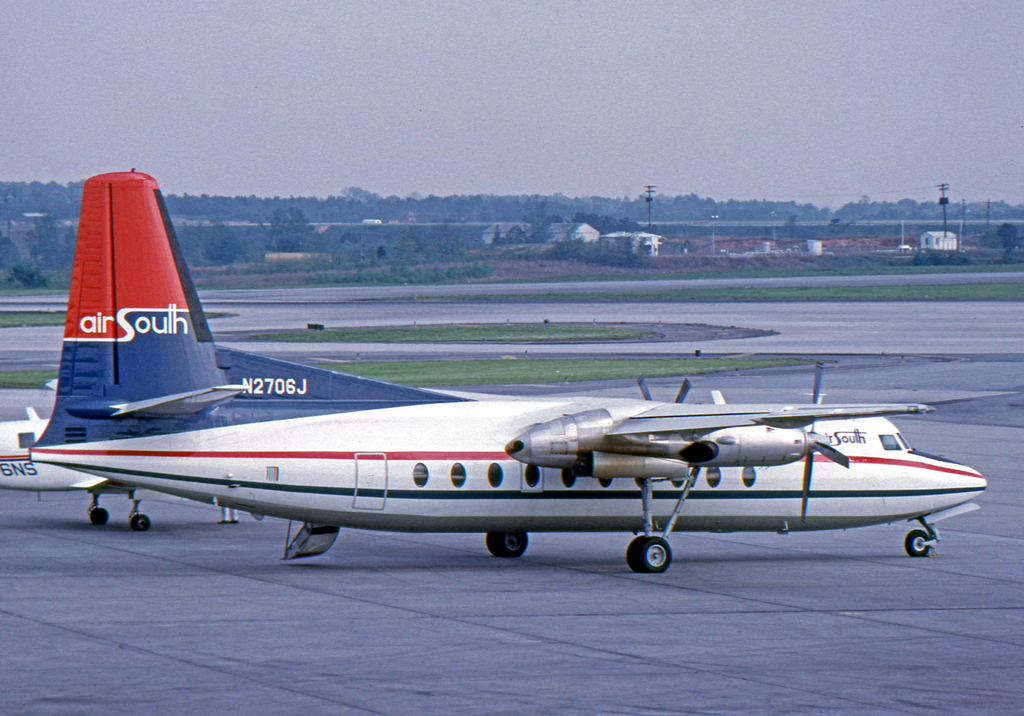
Fairchild F-27J of in 1974, showing the shorter fuselage of this version.

بحلول هذه المرحلة ، وقع فوكر اتفاقية من شأنها أن تبني فيرتشايلد صداقات في الولايات المتحدة باسم اف-27. كانت أول طائرة لأي من المصنعين تدخل الخدمة في الولايات المتحدة ، في الواقع ، من طراز F-27 من فيرتشايلد ، مع خطوط نقل الساحل الغربي في سبتمبر 1958. هيوز إيرويست ، أليغيني إيرلاينز ، ألوها إيرلاينز ، بونانزا إيرلاينز ، هورايزون طيران ، أوزارك إيرلاينز ، باسيفيك إيرلاينز ، بيدمونت إيرلاينز (1948-1989) ، نورثرن كونسوليديتد إيرلاينز ، وخليفتها وين إير ألاسكا. قام فيرتشايلد بعد ذلك بتصنيع نسخة أكبر وممتدة من الطائرة F-27 سميت فيرتشايلد هيلر FH-227 ، والتي كانت تديرها شركات الطيران الأمريكية دلتا إيرلاينز ، موهوك إيرلاينز ، نورث إيست إيرلاينز ، أوزارك إيرلاينز ، بيدمونت إيرلاينز (1948-1989 ) و خطوط وين الاسكا.
اختلفت طائرات فيرتشايلد F-27 عن فوكر F27 Mk 100s الأولية في وجود مقاعد أساسية تتسع لـ 40 مقعدًا ، وجلد خارجي أثقل ، وأنف مطول قادر على استيعاب رادار الطقس ، وقدرة وقود إضافية. قاموا أيضًا بتضمين باب هوائي للركاب في الجزء الخلفي من الطائرة ، تديره مضيفة طيران ، مما ألغى الحاجة إلى سلالم منفصلة على الأرض.
كانت تطورات F-27A بمحركات أكثر قوة ونسخة طائرة F-27B كومبي. تم تشغيل نسخة الركاب / الشحن المختلطة من طراز F-27B كومبي في ألاسكا من قبل شركة خطوط الشمال الموحد و طيران وين ألاسكا.

طور فيرتشايلد بشكل مستقل FH-227 الممتد ، والذي ظهر قبل عامين تقريبًا من F27 Mk 500 المشابه لـ فوكر. تميزت FH-227 بامتداد 1.83 متر (6 أقدام) فوق الطول القياسي F27 / F-27s ، مع أخذ المقاعد القياسية إلى 56 ، مع مساحة شحن أكبر بين قمرة القيادة ومقصورة الركاب.

## الإنتاج

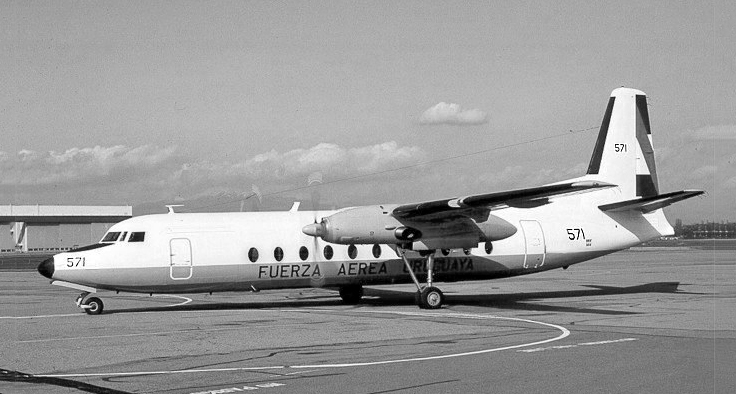
The FH-227D that crashed in the Andes in 1972 as الرحلة 571 لسلاح الجو الأوروغوياني.

بالإضافة إلى 581 طائرة فوكر إف27 فريند شيب التي بنتها فوكر، تم بناء 128 طائرة «إف-27» و 78 طائرة إف-227 . في فبراير 2010، كانت هناك طائرة واحدة فقط من طراز فيرتشايلد هيلر إف-227 في الخدمة الفعلية، وتحمل الرقم التسلسلي (501) وتسجيل (FH-227E) وتابعة لسلاح الجو ميانمار.

## المشغلون السابقون
(المصدر: روتش وإيستوود)
 الجزائر
- طيران الصحراء (الجزائر) (FH-227)

 الأرجنتين
- CATA Linea Aerea (FH-227)

 جزر البهاما
- Bahamasair (FH-227)

 البرازيل
- Paraense Transportes Aereos (FH-227)
- TABA - Transportes Aereos da Bacia Amazonica (FH-227)
- فاريغ (FH-227)

 كندا
- Norcanair (F-27)
- Nordair (FH-227)
- Quebecair (F-27)

 فرنسا
- Air Melanesie (F-27)
- Air Polynesie (F-27)
- TAT European Airlines (FH-227)

 كوريا الجنوبية
- كوريا للطيران (F-27, FH-227)

 تركيا
- الخطوط الجوية التركية (F-27)

 الولايات المتحدة
- Airlift International (F-27, FH-227)
- Air New England (FH-227)
- AirPac (FH-227B) - Alaska-based air carrier
- Air South  [لغات أخرى]‏ (F-27)
- Air West (subsequently renamed Hughes Airwest) - former Bonanza Air Lines، Pacific Air Lines and West Coast Airlines F-27 aircraft
- Allegheny Airlines (F-27)
- خطوط ألوها الجوية (F-27)
- Aspen Airways (F-27)
- Bonanza Air Lines (F-27)
- Connectair (F-27)
- خطوط دلتا الجوية (FH-227B) - former Northeast Airlines aircraft
- Empire Airlines (F-27)
- Horizon Air (F-27)
- Hughes Airwest (F-27) - former Air West aircraft
- Mohawk Airlines (FH-227)
- Northeast Airlines (FH-227)
- Oceanair (F-27)
- Ozark Airlines (F-27, FH-227)
- Pacific Air Lines (F-27)
- Piedmont Airlines (1948-1989) (F-27, FH-227)
- Southeast Airlines (F-27)
- West Coast Airlines (F-27)
- Wien Air Alaska (F-27B Combi aircraft) - Former Northern Consolidated Airlines aircraft that were capable of mixed passenger/freight operations

 فنزويلا
- Avensa (F-27)

## مواصفات (FH-227E)
البيانات من Jane's All The World's Aircraft 1969-70
الخصائص العامة
- الطاقم: Two (pilot & co-pilot)
- السعة: 52 seats at 79 cm (31 in) pitch, or a maximum of 56
- الحمولة: 11,200 lb (5,080 kg)
- الطول: 83 ft 8 in (25.50 m)
- باع الجناح: 95 ft 2 in (29.00 m)
- الارتفاع: 27 ft 7 in (8.41 m)
- مساحة الجناح : 754 ft² (70.0 m²)
- الوزن فارغة: 22,923 lb (10,398 kg)
- وزن الإقلاع الأقصى: 43,500 lb (19,730 kg)
- محرك الطائرة: 2 × Rolls-Royce Dart RDa.7 Mk 532-7L turboprops, 2,300 ehp (1,715 kW)  الواحد

الأداء
- لا تتجاوز سرعة: 288 knots (331 mph, 532 km/h)
- السرعة القصوى: 256 kts (294 mph, 473 km/h)
- سرعة العبور: 235 knots (270 mph, 435 km/h)
- سرعة انهيار: 75.9 knots (87.3 mph, 140.5 km/h)
- مدى (طائرة): 570 nm (1,055 km) with maximum payload, 1,439 nmi (2,665 كـم) with max fuel
- سقف الخدمة: 28,000 ft (8,540 m)
- معدل الصعود: 1,560 ft/min (7.9 m/s)